# Alemanha nos Jogos Olímpicos de Inverno da Juventude de 2012
A Alemanha participou dos Jogos Olímpicos de Inverno da Juventude de 2012, realizados em Innsbruck, na Áustria. A delegação nacional contou com um total de cinquenta e cinco atletas, que disputaram quinze modalidades diferentes.
Os atletas alemães conquistaram um total de 17 medalhas, sendo 8 de ouro, 7 de prata e 2 de bronze, conquistando assim  a liderança no quadro de medalhas dos jogos.

## Medalhistas
| Medalha | Nome                                                                | Esporte                    | Evento                            | Data   |
| ------- | ------------------------------------------------------------------- | -------------------------- | --------------------------------- | ------ |
| Ouro    | Franziska Preuss                                                    | Biatlo                     | sprint feminino                   | 15 Jan |
| Ouro    | Christian Paffe                                                     | Luge                       | masculino simples                 | 15 Jan |
| Ouro    | Niklas Homberg                                                      | Biatlo                     | perseguição masculina             | 16 Jan |
| Ouro    | Franziska Preuss Laura Hengelhaupt Maximilian Janke Niklas Homberg  | Biatlo                     | equipe mista                      | 19 Jan |
| Ouro    | Franziska Preuss Victoria Carl Maximilian Janke Christian Stiebritz | Biatlo Esqui Cross-country | Biatlo cross-country equipe mista | 21 Jan |
| Ouro    | Sebastian Berneker                                                  | Skeleton                   | masculino simples                 | 21 Jan |
| Ouro    | Jacqueline Loelling                                                 | Skeleton                   | feminino simples                  | 21 Jan |
| Ouro    | Katharina Althaus Tom Lubitz Andreas Wellinger                      | Salto de esqui             | Time misto                        | 21 Jan |
| Prata   | Katharina Althaus                                                   | Salto de esqui             | feminino simples                  | 14 Jan |
| Prata   | Franziska Preuss                                                    | Biatlo                     | perseguição feminina              | 16 Jan |
| Prata   | Tim Brendel Florian Funk                                            | Luge                       | duplas masculinas                 | 16 Jan |
| Prata   | Saskia Langer                                                       | Luge                       | feminino simples                  | 16 Jan |
| Prata   | Saskia Langer Christian Paffe Tim Brendel Florian Funk              | Luge                       | Revezamento time misto            | 17 Jan |
| Prata   | Marius Cebulla                                                      | Esqui cross-coutry         | sprint masculino                  | 19 Jan |
| Prata   | Marzellus Renn                                                      | Esqui estilo livre         | Esqui masculino                   | 21 Jan |
| Bronze  | Toni Gräfe                                                          | Luge                       | masculino simples                 | 15 Jan |
| Bronze  | Alemanha                                                            | Hóquei no gelo             | Competição feminina               | 22 Jan |